# St. Ansgar (Hooksiel)

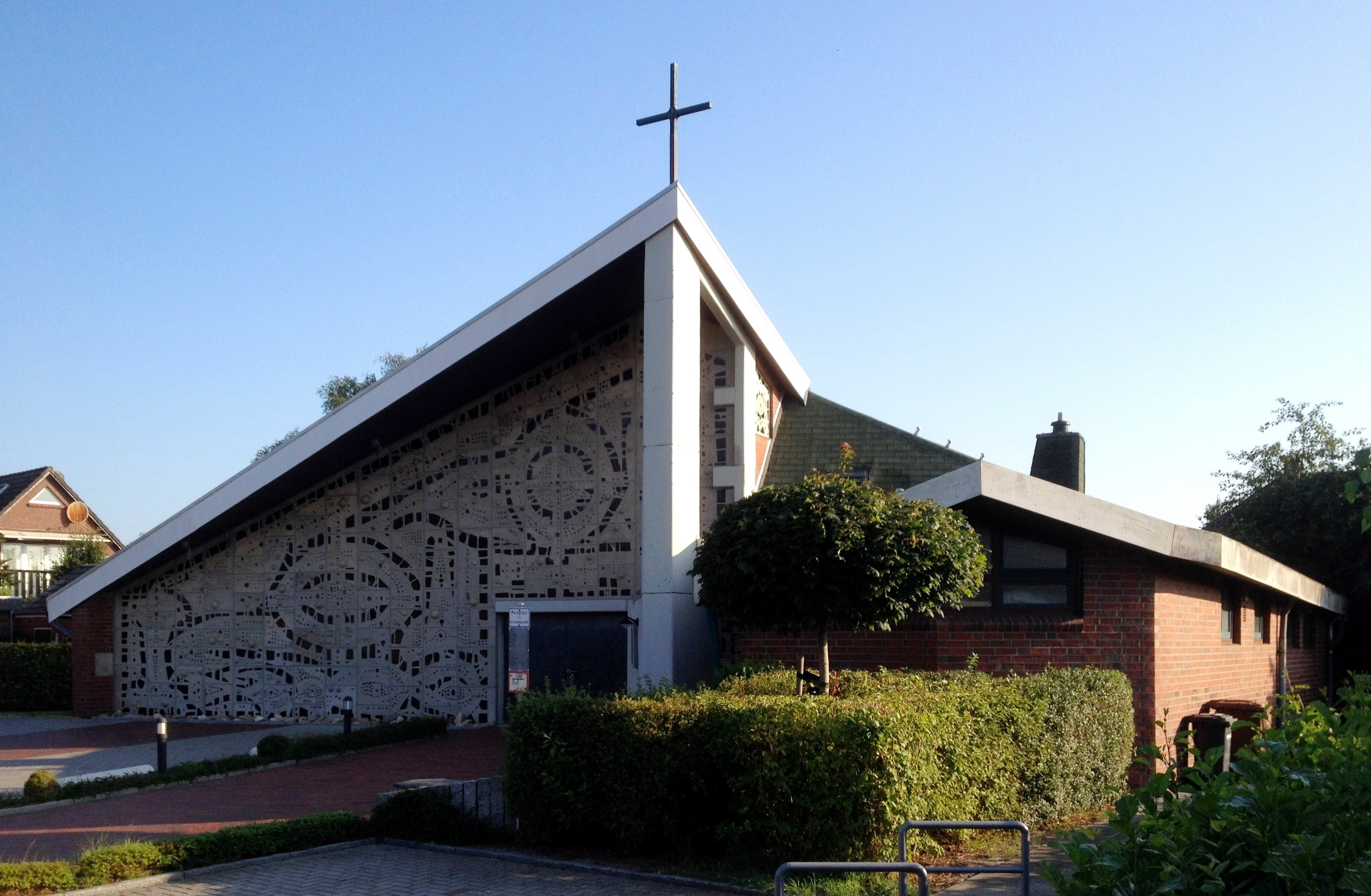
St. Ansgar Hooksiel (2019)

St. Ansgar ist eine römisch-katholische Filialkirche der Pfarrei St. Benedikt Jever-Schortens-Wangerland. Sie steht unter dem Patrozinium des heiligen Ansgar, des „Apostels des Nordens“, und gehört zum Dekanat Wilhelmshaven im Bistum Münster. Das Gotteshaus in der niedersächsischen Stadt Hooksiel ist eine kleine Saalkirche im Stil der Moderne und bietet 140 Gläubigen Platz.

## Geschichte
Im Jeverland lebten nach der Reformation im 16. Jahrhundert nur wenige Katholiken. Die Einwohnerzahl der Stadt Hooksiel wuchs nach dem Zweiten Weltkrieg vor allem wegen der vielen Vertriebenen und Ostflüchtlinge stark an. Auch mehr als 350 Menschen katholischen Glaubens fanden in Hooksiel eine neue Heimat und wünschten sich ein eigenes Gotteshaus.
Die nach den Plänen des Architekten Theo Langkals (Wilhelmshaven) gebaute Kirche ohne Glockenturm wurde am 6. Oktober 1966 geweiht und erhielt den Namen „St. Ansgar“. Weil sich Hooksiel zu einem beliebten Ferienort entwickelte, war eine Erweiterung der Kirchenräume notwendig. Die neue Sakristei konnte am 17. Oktober 1982 ihrer Bestimmung übergeben werden. Der neue Gemeinderaum enthält eine Bibliothek und kann als „Sommerkirche“ bei den Gottesdiensten zusätzlich geöffnet werden.
Die Kirchen St. Ansgar (Hooksiel) und St. Marien (Schillig) gehören zum „Katholischen Kirchenfonds St. Marien“ (Wangerland) und sind nicht nur Gemeindekirchen, sondern auch Gottesdienststätten der Urlauberseelsorge.
Durch Fusion entstand am 3. Juni 2007 die neue Pfarrei St. Benedikt Jever-Schortens-Wangerland mit der Hauptkirche St. Marien (Jever) sowie mit den Filialkirchen St. Ansgar (Hooksiel), St. Marien (Schillig) und Hl. Dreifaltigkeit (Schortens).
Am 1. Januar 2024 schlossen sich die Pfarreien St. Willehad (Nordenham), St. Marien (Brake), St. Benedikt (Jever), St. Bonifatius (Varel), St. Willehad (Wangerooge) sowie St. Willehad (Wilhelmshaven) zusammen zum Katholischen Kirchengemeindeverband „Pastoraler Raum Wilhelmshaven“.

## Orgel
St. Ansgar (Hooksiel) besaß in den Anfangsjahren keine Pfeifenorgel, sondern nur ein Harmonium. 2009 erstellte die ostfriesische Orgelbaufirma Martin ter Haseborg (Uplengen) ein Instrument (II+P/6) nach dem Vorbild einer niederländischen Kabinettorgel.
Das Schleifladen-Instrument hat 6 Register und besitzt zwei Manuale (C - g3) sowie ein Pedal (C - d1). Die Spieltraktur und die Registertraktur sind mechanisch.